# 永无止境 (1998年电影)
《永无止境》（英語：Without Limits）是一部1998年美國傳記運動片，由Robert Towne導演及編劇，劇情主要描寫破紀錄跑者Steve Prefontaine與教練Bill Bowerman的故事。

## 演員
- 比利·克鲁德普飾演Steve Prefontaine（英语：Steve Prefontaine）
- 唐纳德·萨瑟兰飾演Bill Bowerman（英语：Bill Bowerman）
- Monica Potter（英语：Monica Potter）飾演Mary Marckx
- 傑瑞米·西斯托飾演弗兰克·肖特
- Judith Ivey（英语：Judith Ivey）飾演Barbara Bowerman
- 狄恩·諾里斯飾演Bill Dellinger
- 比利·伯克飾演Kenny Moore（英语：Kenny Moore）
- 弗兰克·肖特飾演Fred Long
- 馬修·里沃德飾演Roscoe Devine
- 威廉·麥鮑瑟飾演Bob Peters
- Amy Jo Johnson（英语：Amy Jo Johnson）飾演Iowa's Finest
- Lisa Banes（英语：Lisa Banes）飾演Elfriede Prefontaine
- 威廉·弗莱德金飾演TV Director
- Erich Anderson（英语：Erich Anderson）飾演Collin Pounder

## 評價
本片獲得影評人讚美。爛番茄根據38篇影評給出79%的「新鮮度」。

## 外部連結
- 互联网电影数据库（IMDb）上《永无止境》的资料（英文）